# Plaza de la Reina
La plaza de la Reina (en valenciano: plaça de la Reina) es una de las plazas más bulliciosas y concurridas de Valencia, España. En ella confluyen, entre otras, las calles Micalet, Pau, Avellanes, del Mar, de Cabillers, Sant Vicent Màrtir y Santa Catalina. Y en ella se encuentra la puerta barroca de los Hierros, que da acceso a la Catedral de Valencia.

## Nombre de la plaza
La plaza de la Reina está dedicada a la reina María de las Mercedes de Orleans (1860-1878), primera esposa del rey Alfonso XII, por lo tanto su nombre completo es Plaza de la Reina María de las Mercedes. No siempre tuvo este nombre pues durante la República se le llamó plaza de la Región Valenciana y durante un corto periodo de tiempo plaza de Zaragoza. Este nombre fue usado poco tiempo después de la desaparición de la antigua calle de Zaragoza debido a los derribos necesarios para formar el espacio abierto que constituye la plaza en la actualidad. Como los ciudadanos no se acostumbraron al nuevo nombre y continuaban usando el nombre anterior, plaza de la Reina, el consistorio decidió volver a usar al antiguo nombre, excluyendo el nombre original de la Reina María de la Mercedes de Orleans (1860-1878).
La plaza de la Reina forma parte del entorno de protección del BIC Santa Iglesia Catedral Basílica Metropolitana de Santa María y, en parte, del entorno del BIC Templo y Torre de Santa Catalina.

## Historia

### SigloXIX

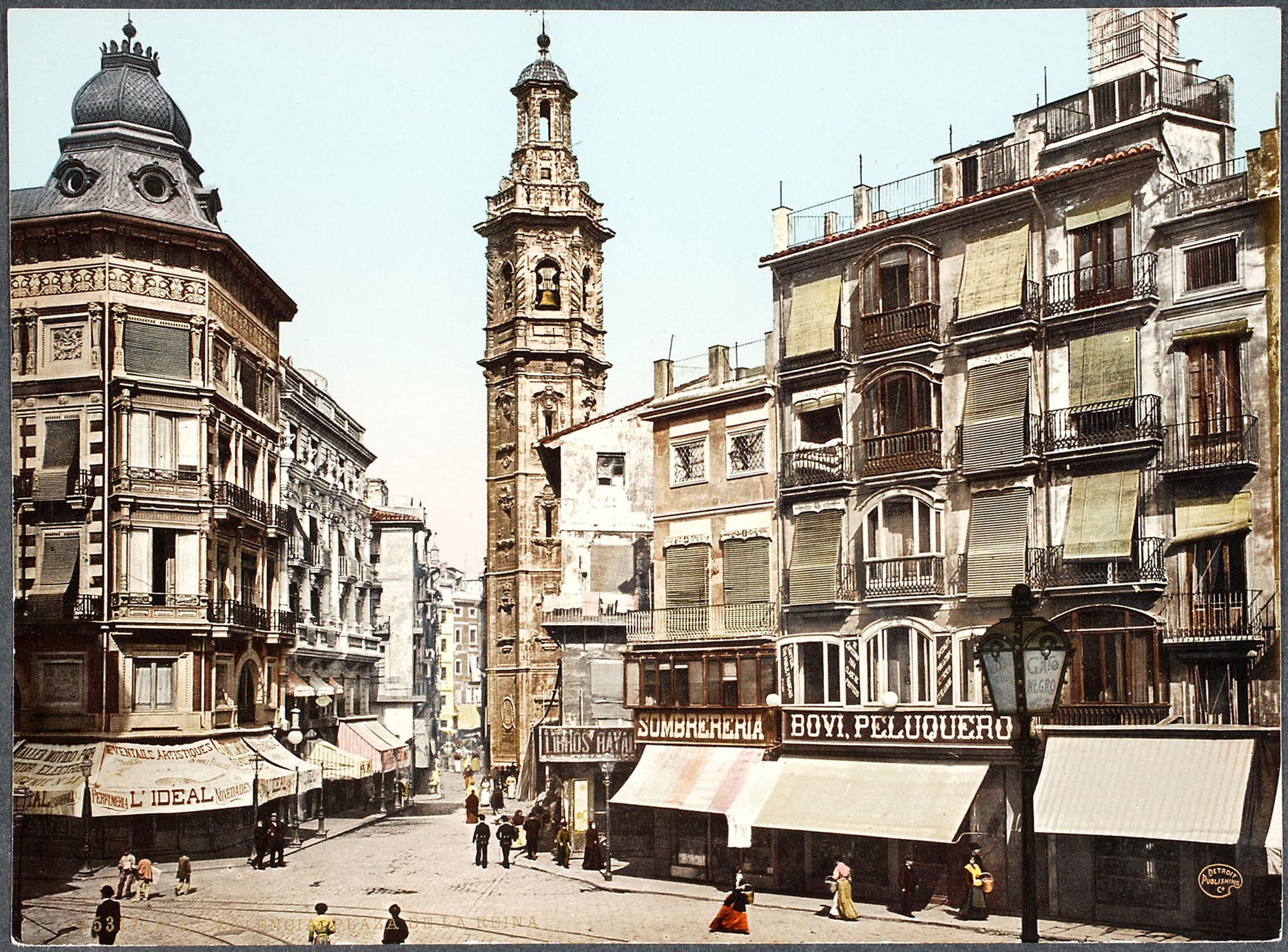
La plaza de la Reina en 1880, dedicada en honor a la reina María de las Mercedes de Orleans, primera esposa del rey Alfonso XII.

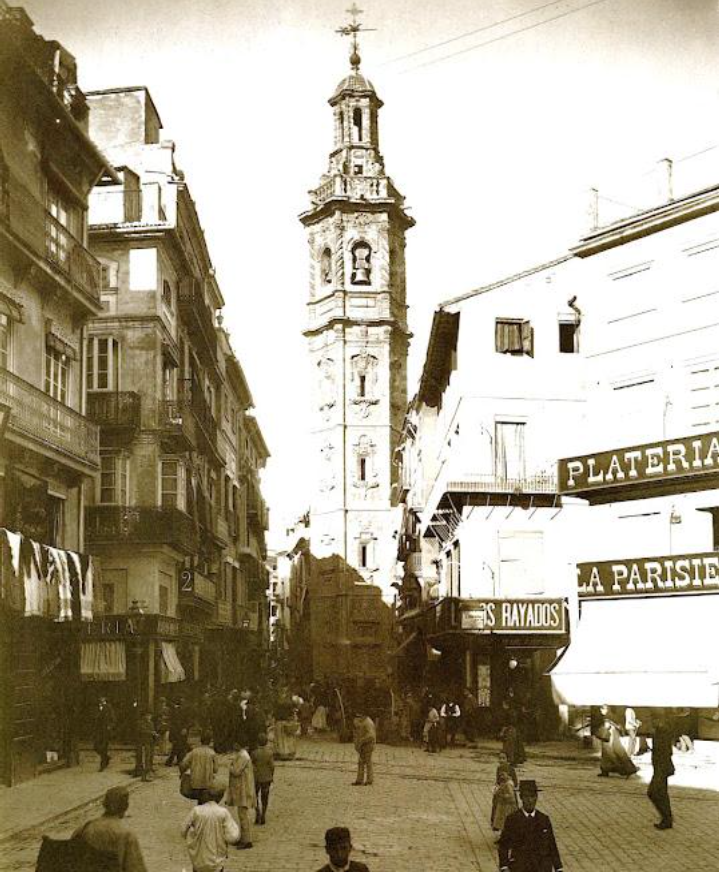
La plaza en 1895.

La plaza nació con la idea de disponer de una plaza Mayor en la ciudad, así que el 23 de enero de 1878, día de la boda de los reyes Alfonso XII y María de las Mercedes, el Ayuntamiento de Valencia, entre otros actos, comenzó el derribo del convento de Santa Tecla y las antiguas manzanas de casas situadas en frente de la Puerta de los Hierros de la Catedral. Lo hizo el alcalde accidental, el Marqués del Tremolar empuñando una piqueta de plata y colocando diversas placas conmemorativas recordando el acto y la boda de sus Majestades.

### SigloXX
La plaza de la Reina fue el centro neurálgico de la Valencia antigua. Cuando al principio del siglo XX se proyectó la expansión de la ciudad, la reforma que definiría la nueva y definitiva plaza de la Reina quedó relegada a un segundo plano debido problemas de diseño. Desde el año 1911 y durante varias décadas, el consistorio consideró varios proyectos para la remodelación de la plaza, sin llegar nunca a tomar una decisión definitiva.
Finalmente en 1944 comenzaron los primeros derribos (los últimos datan de 1963). En 1950 el Ayuntamiento sacó a información pública un "Concurso de ideas" para la remodelación de la plaza, que ganó el valenciano Alberto Figuerola. En 1959 se instala la primera fuente en la plaza.
En 1966 la Universitat de València acometió una excavación arqueológica en la plaza, a pocos metros de la Catedral, hallando restos romanos.
En 1970 se efectuó en la plaza una segunda remodelación para la construcción del estacionamiento subterráneo.

### SigloXXI

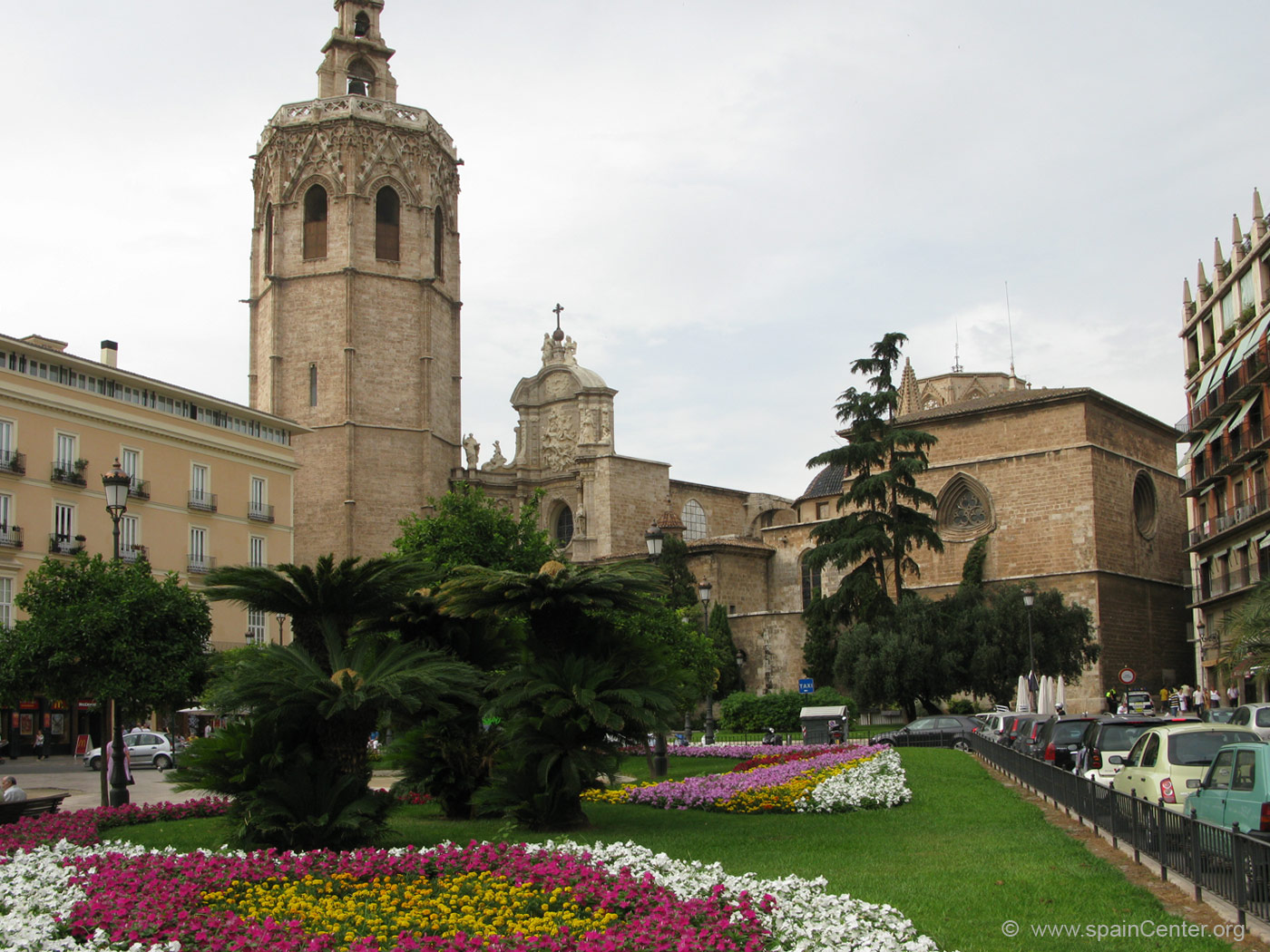
La plaza de la Reina en 2008, con la Catedral de Valencia al fondo.

En julio de 2015 el Ayuntamiento encargó un estudio arquitectónico para conocer la viabilidad de la remodelación de la plaza y su aparcamiento.
El 20 de diciembre de 2019 el Ayuntamiento de Valencia aprobó el proyecto para la remodelación integral de la plaza, firmado por el arquitecto José María Tomás Llavador. El cierre al público mediante un vallado perimetral se inició el 26 de abril de 2021, debido al aplazamiento que la pandemia de Covid-19 provocó en el proyecto urbanístico. El proyecto implicaba el cierre al tráfico de turismos, taxis y autobuses, dejando excepcionalmente el paso a los vehículos de residentes y clientes del aparcamiento subterráneo. La reforma constó de tres fases: la primera de obra dura, con la retirada de todo el material con que está urbanizada, en la segunda fase se instalaron todos los servicios y la última se dedicó a la urbanización y pavimentación definitiva.
Las obras se retrasaron debido al hallazgo de restos arqueológicos subterráneos: un horno de la época romana republicana, cerámicas islámicas, un muro visigodo y los raíles del tranvía de finales del siglo XIX. Dichos raíles quedaron parcialmente a la vista una vez finalizadas las obras. Las edificaciones descubiertas por los arqueólogos fueron tapadas por la nueva plaza, aunque queda abierta la posibilidad de futuras excavaciones. Precisamente la plaza se encuentra en el antiguo límite sur de la primitiva ciudad romana de Valentia, fundada en el año 138 antes de Cristo. Se hallaron además 70 monedas de la época de Jaime I de Aragón (1208-1276) con acuñaciones de las casas de moneda de Barcelona y la de Valencia. El cierre al público mediante un vallado perimetral se inició el 26 de abril de 2021, debido al aplazamiento que la pandemia de Covid-19 provocó en el proyecto urbanístico.
El 1 de agosto de 2022 se abrió a los vecinos de la ciudad la nueva plaza, con opiniones enfrentadas entre los ciudadanos. Las principales críticas fueron, por la oposición municipal del Partido Popular: "un verdadero secarral. Reclamamos al Ayuntamiento más zonas de sombra para hacerla más amable para las personas, puesto que no hay bancos en la sombra y los que hay, son inadecuados. Hay un exceso de cemento. Nos comprometemos a cambiar los proyectos de urbanismo de chapuza táctica y los áridos de cemento por espacios verdes y con sombra".
En cambio, el propio ayuntamiento gobernado por Compromís y el Partido Socialista, destacó: "Se ha creado una plaza de 12.000 metros cuadrados. Es un proyecto icónico para un espacio monumental singular. No se ha puesto nada en la zona de toldos porque será una zona donde se harán actividades, conciertos, escenarios, se pondrá el árbol de Navidad de los comerciantes y cerca pasarán los falleros hacia la Ofrenda. Está todo pensado para sus usos. En la plaza de la Virgen no hay árboles, ni en la plaza Mayor de Madrid y es más verde que las 17 plazas consideradas más bonitas del mundo. Y tiene el doble de verde que antes. Se ha ganado espacio para el peatón. Es la primera vez que todo el espacio es una plaza, antes estaba la glorieta, el jardín del final y la calle. Ahora es unitario y se ha ganado coherencia. Se resalta mejor el Miguelete, la torre de San Esteban y Santa Catalina y se ha corregido el problema que suponía la entrada circular al parking".

## Comercios históricos situados en la plaza de la Reina

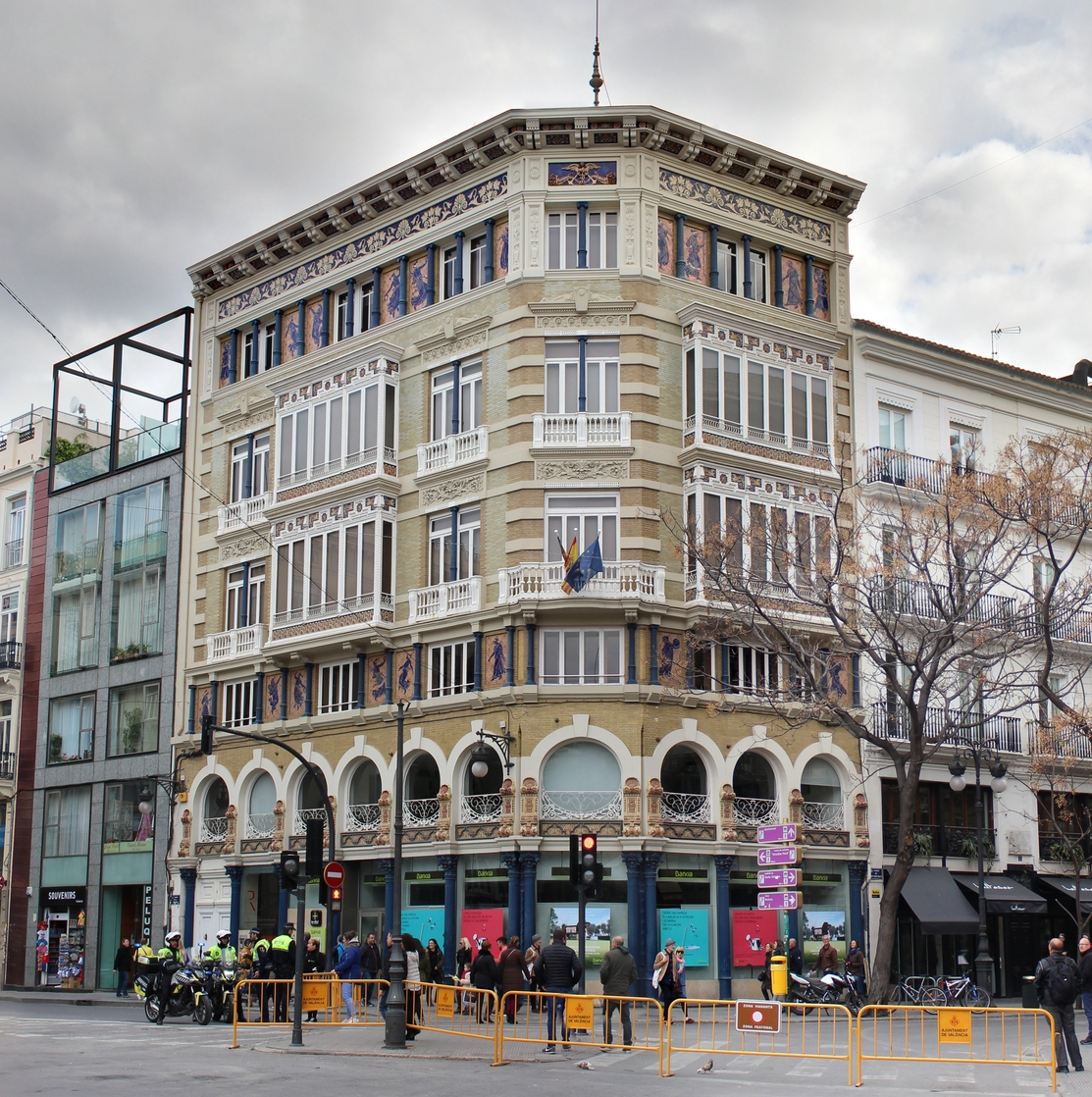
El Edificio Monforte, construido entre 1895 y 1909, ejemplo de arquitectura del modernismo valenciano.

Varios fueron los comercios históricos situados en la concurrida plaza, entre los cuales podemos destacar: Edificio Singer (con la delegación en Valencia de esta casa de máquinas de coser), Confitería de Eugenio Burriel (de gran fama e importancia, que llegó incluso a montar pabellón en la Exposición Regional de 1909), peluquería Francisco Vicent, almacenes La Isla de Cuba, bazar Giner, ferretería La Barcelonesa, cervecería y restaurante Fortis, bazares Zurita, odontólogo Juan Nájera, taller de carruajes y máquinas de barrer Julián Urgell y la muy popular Tómbola del arzobispo Marcelino Olaechea (Tómbola que con los beneficios que recaudaba, el arzobispado construyó el actual barrio de San Marcelino para personas con pocos recursos. En los colegios de chicas de Valencia, se vestían las muñecas para luego sortearlas en la Tómbola).

## Kilómetro cero de las carreteras de la Generalidad Valenciana
En la plaza se encuentra el kilómetro cero de las carreteras radiales de Valencia competencia de la Generalidad Valenciana y es además la referencia para numerar los edificios de Valencia, y no la plaza del Ayuntamiento, como se piensa. La numeración de las calles de toda Valencia comienza por tanto, por la parte que está orientada a la plaza de la Reina.

## Curiosidades
En junio de 1930 comenzó a funcionar en la plaza de la Reina el primer semáforo de Valencia que era accionado a mano por un guardia urbano.